# کوالا لامپور
کوالا لامپور (به مالایی: Kuala Lumpur) (مخفف انگلیسی: KL) پایتخت و یکی از قلمروهای فدرال مالزی است. این شهر بزرگترین شهر مالزی است که مساحتی بالغ بر ۲۴۳ کیلومترمربع را پوشش می‌دهد و جمعیت سال ۲۰۲۴ آن، شمار ۲،۰۷۵،۶۰۰ نفر بوده‌است. کوالالامپور بزرگ، که با نام دره کلانگ نیز شناخته می‌شود، یک منطقه کلان‌شهری با ۸٫۸ میلیون نفر جمعیت بنابر آمار سال ۲۰۲۴ است. این منطقه ازنظر جمعیت و توسعه اقتصادی، یکی از سریع‌ترین مناطق شهری درحال رشد در جنوب‌شرق آسیا است. ناحیهٔ سیاسی و حکومتی کوالالامپور، شهر پوتراجایا است.
این شهر یکی از سه قلمرو فدرال مالزی به حساب می‌آید که مستقیماً زیرنظر دولت اداره می‌شود. کوالالامپور و مناطق اطراف آن به‌عنوان منطقه‌ای مستقل در دل ایالت سلانگور قرار دارند.

## ریشه‌شناسی

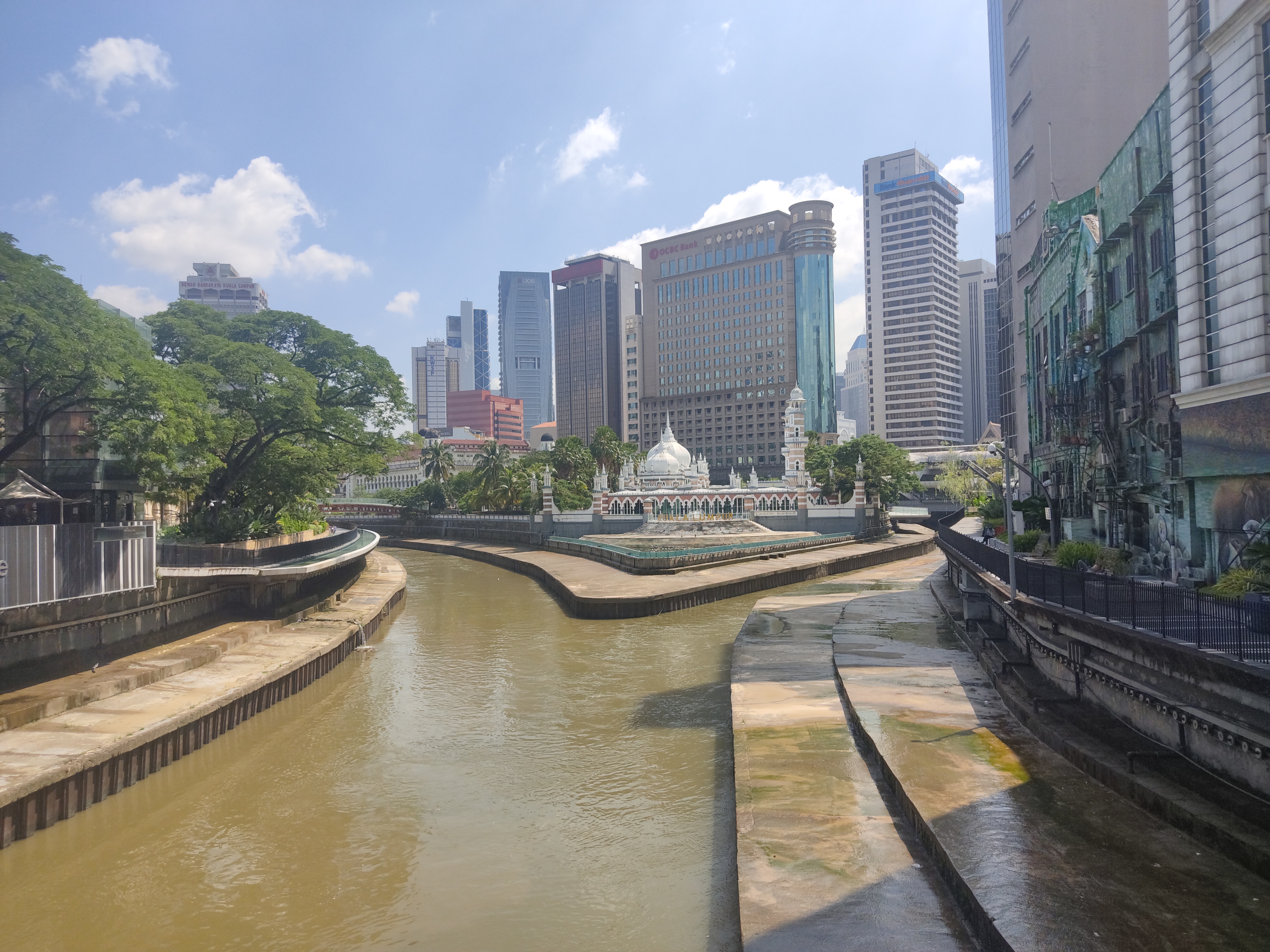
نمایی از شهر کوالا لامپور

کوالا لامپور در زبان مالایی به معنی، دهانه رودخانه گل‌آلود، می‌باشد. کوالا، به معنی مکانی است که دو رودخانه به هم می‌پیوندند یا یک پای رود، و لامپور به معنی گل آلود است. اشاره شده است که این نامگذاری بعد از نام سانگای لامپور (رود گل‌آلود) انجام گردیده است. در سال ۱۸۲۰ سانگای لامپور مهم‌ترین محل تولید قلع در بالای رود کلانگ بود. هرچند ریشه این نامگذاری به خاطر این نبود: کوالا لامپور در محل تلاقی رود گومباک و رود کلانگ قرار دارد، و بنابراین بهتر بود کوالا گومباک نام‌گذاری می‌گردید، به علت اینکه کوالا معمولاً به بعد از این که رودی به رود بزرگ‌تری یا دریا می‌پیوندد گفته می‌شود.

## تاریخچه
سالهای اولیه

 سلانگور ۱۸۵۷–۱۹۷۴

الگو:Country data Federated Malay States ۱۸۹۵–۱۹۴۲; ۱۹۴۵–۱۹۴۶

 امپراتوری ژاپن ۱۹۴۲–۱۹۴۵

 Malayan Union ۱۹۴۶–۱۹۴۸

 فدراسیون مالایا ۱۹۳۸–۱۹۶۳

 مالزی ۱۹۶۳–اکنون

برخی افراد مطرح کرده‌اند که کوالالامپور توسط رئیس مالایی شهر کلانگ، راجا عبدالله ایجاد شد که معدنچی‌های چینی را برای دائر کردن معادن قلع در سال ۱۸۵۷ به این منطقه فرستاد، هر چند به خاطر اینکه قبل از آن در دهه ۱۸۲۰، کوچگاه‌های احتمالی در محل تلاقی رود گومباک-کلانگ وجود داشت، معلوم نیست اولین ساکنان آن، چه کسانی بودند. معدنچیان چینی در دهه ۱۸۴۰ در منطقه رود سلانگور، به فاصله حدود ۱۶ کیلومتر (۱۰ مایل) از سمت شمال کوالالامپور امروزی،  مشغول استخراج قلع بودند و افرادی از قوم ماندایلینگ سوماترایی به رهبری راجا اصل (Raja Asal) و سوتان پواسا (Sutan Puasa) تا قبل از سال ۱۸۶۰ در ناحیه اولو کلانگ مشغول استخراج و داد و ستد قلع بودند، احتمال دارد سوماترایی‌ها در یک چهارم ابتدایی قرن نوزده یا شاید زودتر از آن، در بخش بالای رود کلانگ سکونت داشته‌اند. کوالالامپور در ابتدا، یک دهکده بسیار کوچک شامل چند خانه و مغازه بود که در محل تلاقی رود گومباک (سونگای گومباک) و رود کلانگ (سونگای کلانگ) قرار داشت. کوالالامپور در حدود سال ۱۸۵۷، هنگامی به شهر تبدیل شد که راجا عبدالله بن راجا جعفر با کمک برادرش، راجا جمعه از شهرک لوکوت، سرمایه لازم برای استخدام معدنکاران چینی شهرک لوکوت در جهت گشایش و راه‌اندازی معادن جدید قلع را از تاجران چینی ایالت ملاکا جمع‌آوری کردند. معدنچیان به کوالالامپور رسیدند و پیاده تا آمپانگ رفتند و در آنجا اولین معدن را راه‌اندازی کردند. کوالالامپور دورترین مکان رود کلانگ بود که با قایق به راحتی می‌شد تدارکات را انجام داد و به همین خاطر تبدیل به مکان خدمت‌دهی جهت جمع‌آوری و توزیع برای معادن قلع شد.
با وجود تلفات فوتی زیاد به خاطر اوضاع مالاریا در جنگل، معادن آمپانگ موفقیت‌آمیز بودند و اولین محموله قلع در سال ۱۸۵۹ ارسال شد. در آن زمان، سوتان پواسا (Sutan Puasa) همانگاه در نزدیکی آمپانگ در حال تجارت بود. دو تاجر از لوکوت به نام هیو سیو (Hiu Siew) و یاپ اَ شی (Yap Ah Sze) وارد کوالالامپور شدند و مغازه‌هایی را برای فروش مایحتاج معدنچیان در قبال دریافت قلع راه‌اندازی کردند. شهرک به خاطر استخراج قلع شکل گرفت و در حول میدان بازار قدیم (مِدان پاسار) رو به گسترش گذاشت و جاده‌ها به سمت آمپانگ و همچنین پودو و باتو (نام جاده‌ها بر حسب مقصد گذاشته شد: جاده آمپانگ، جاده پودو و جاده باتو) ایجاد شد که معدنچیان مبادرت به ساکن شدن در آنها کرده بودند، پتالینگ استریت و دامانسارا هم در همین دسته قرار داشتند. معدنچیان دسته‌هایی را شکل دادند و در این دوره باندها، به ویژه در گروه کوالالامپور و کانچینگ در بیشتر موارد جهت کنترل بهترین معادن قلع، مکرراً با هم به نزاع می‌پرداختند. توسط رئیس مالایی به رهبران جامعه چینی عنوان کاپیتان چینی اعطاء شد و هیو سیو، تاجر قدیمی چینی به عنوان اولین کاپیتان چینی کوالالامپور دست یافت. عنوان سومین کاپیتان چینی کوالالامپور، در سال ۱۸۶۸ به یاپ اَ لوی (Yap Ah Loy) اهداء گردید.
از اشخاص مهم مالایی در دوران اولیه شکل‌گیری کوالالامپور از جمله حاجی محمد طاهر است که لقب داتو داگانگ (رئیس التجار) به او اعطاء شد. قوم مینانگ‌کابائو از سوماترا، گروه مهم دیگری بود که به ایجاد مزرعه و تجارت تنباکو در این ناحیه مبادرت ورزیدند. از جمله افراد شاخص این قوم، سردمدار آنها داتو ساتی عثمان عبدالله و حاجی محمد طیب، که در دوران اولیه توسعه کامپونگ بارو دست‌اندرکار بود، می‌باشند. این قوم همچنین دارای افراد مهم اجتماعی-مذهبی بودند که به عنوان نمونه می‌توان از عثمان بن عبدالله که اولین قاضی در کوالالامپور بود، و نیز محمد نور بن اسماعیل نام برد.
آغاز کوالالامپور مدرن

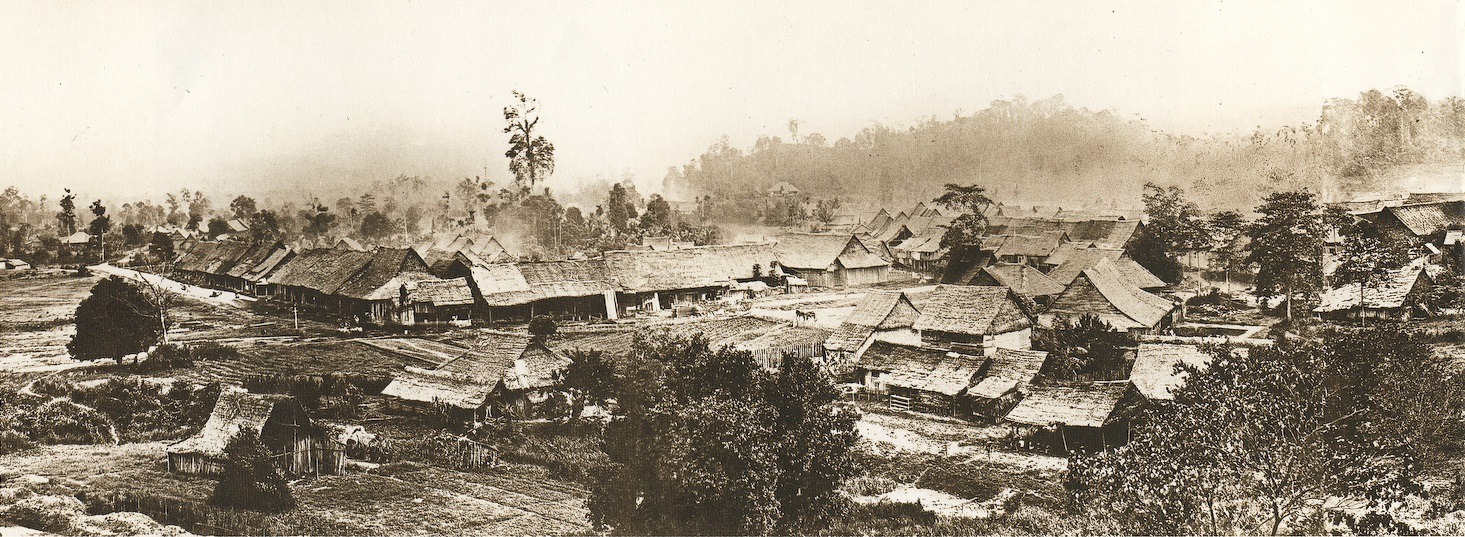
بخشی از نمای پانوراما از کوالالامپور حدود سال ۱۸۸۴. در سمت چپ پادانگ است. ساختمان‌ها، قبل از اینکه مقرراتی توسط سوئتنهام در سال ۱۸۸۴ وضع شود مبنی بر اینکه لزوماً ساختمان‌ها باید از آجر و کاشی ساخته شوند، از چوب و آتاپ ساخته شده بودند. ظاهر کوالالامپور طی چند سال بعد، به خاطر وضع قوانین ایجاد ساختمان به سرعت تغییر کرد.

کوالالامپور در ابتدا شهرکی کوچک بود که از مشکلات سیاسی اجتماعی زیادی رنج می‌برد، ساختمان‌ها از چوب و آتاپ ساخته شده بودند. خانه و بناها مستعد آتش‌سوزی بودند و به خاطر فقدان سیستم بهداشت مناسب، فضای شهر را انواع بیماری آزار می‌داد. شهر همچنین به خاطر موقعیت مکانی‌اش از تهدید دائمی سیل در عذاب بود. شهر به خاطر کنترل درآمد معادن قلع گرفتار جنگ داخلی سلانگور شد. یاپ اَ لوی با تنکو کُدین (Tengku Kudin) و انجمن مخفی‌های سان (Hai San) متحد شد و در مقابل انجمن مخفی رقیب به نام گی هینگ کونگ‌سی (Ghee Hin Kongsi) که با راجا مهدی متحد شده بودند، به نزاع پرداختند. راجا اصل (Raja Asal) و سوتان پواسا طرف راجا مهدی را گرفتند و در سال ۱۸۷۲، کوالالامپور به تصرف درآمد و در آتش کامل سوخت. یاپ به کلانگ گریخت و در آنجا نیروی جنگی دیگری گردآوری کرد و با کمک جنگجویانی از پاهانگ راجا مهدی را شکست داد و در ماه مارس ۱۸۷۳، کوالالامپور را دوباره به تصرف خود درآورد. جنگ و سایر پس‌روی‌ها، همچون افت قیمت قلع به رکود منجر شد. شیوع گسترده وبا، باعث گریختن بسیاری از اینجا شد. رکود تا اواخر سال ۱۸۷۹ ادامه یافت که در این هنگام به علت افزایش قیمت قلع، شهر توانست خود را بازیابی کند. در اواخر سال ۱۸۸۱، بعد از آتش‌سوزی در ماه ژانویه که سراسر شهر را نابود کرد، گرفتار سیل شدیدی شد. شهر چند مرتبه تحت بازسازی قرار گرفت و رونقی دوباره یافت که این امر تا حد زیادی به خاطر تلاش‌های یاپ اَ لوی بود. یاپ همراه با فرانک سوئتنهام، که در سال ۱۸۸۲ به عنوان وزیر مقیم منصوب شده بود، دو شخصیت مهم در دوره اولیه شکل‌گیری کوالالامپور بودند ضمن اینکه سوئتنهام نقش بسزایی در رشد و توسعه سریع و تبدیل کوالالامپور به مرکز شهری بزرگ داشت.

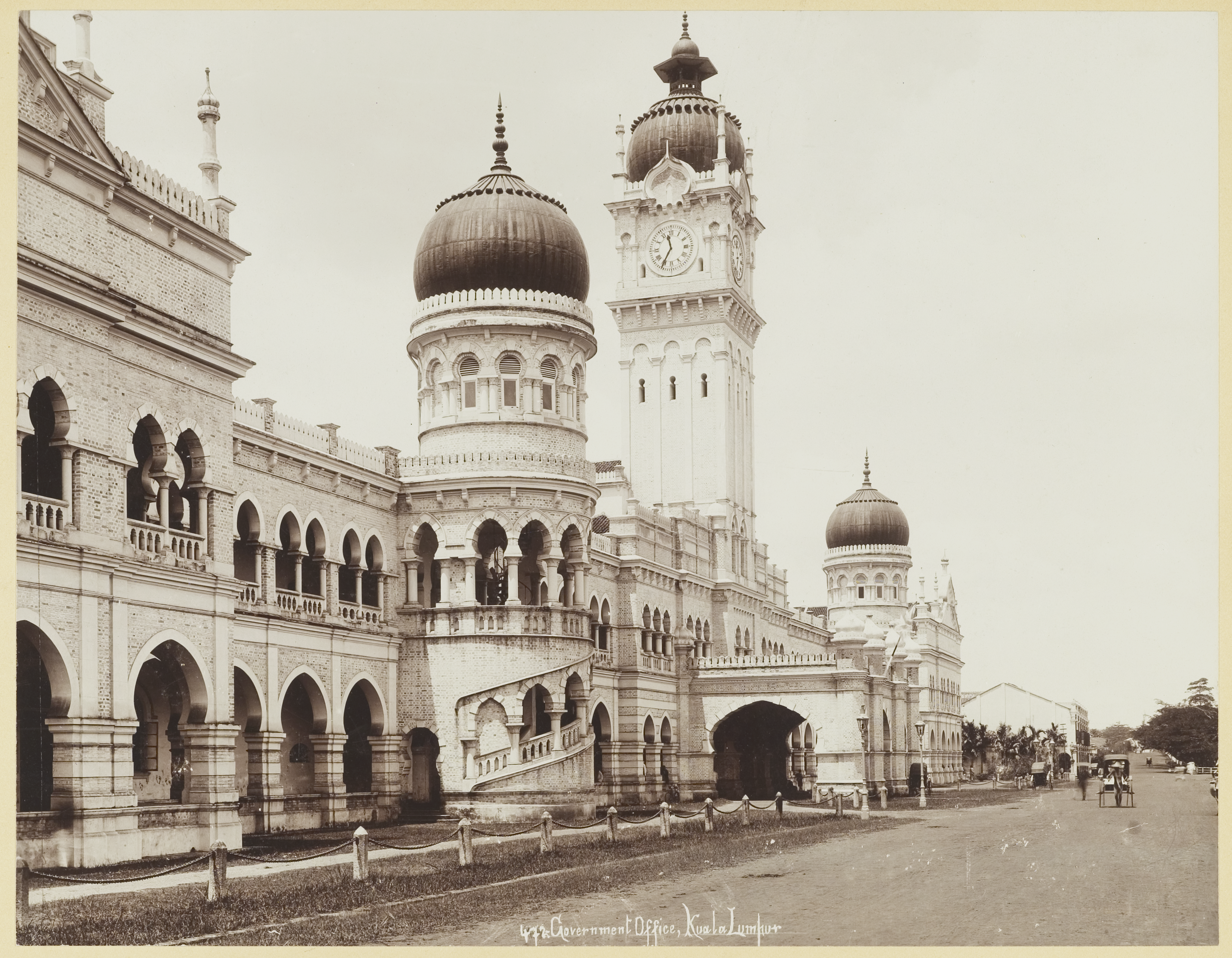
ادارات دولتی ایالات فدرال مالایا (ساختمان سلطان عبدالصمد کنونی) رو به روی پادانگ، حدود سال ۱۹۰۰

چینی‌ها و مالایی‌های اولیه، در امتداد کناره رود کلانگ ساکن شدند. چینی‌ها عمدتاً در اطراف مرکز تجاری میدان مارکت (Market Square) سکنی گزیدند. مالایی‌ها و بعد مسلمانان و چتیارهای هندی در ناحیه جاوا استریت، جالان تون پراک کنونی ساکن شدند. در سال ۱۸۸۰، مدیریت استعماری مرکز ایالت سلانگور را از کلانگ به کوالالامپور که از نظر استراتژیک مفیدتر بود، انتقال داد و ویلیام بلومفیلد داگلاس مقیم بریتانیا تصمیم گرفت تا اداره‌های دولتی و محل‌های سکونت در غرب رودخانه قرار گیرد. دفاتر حکومتی و اداره کل جدید پلیس در بوکیت امان ساخته شد و پادانگ در آغاز برای آموزش پلیس ایجاد شد. پادانگ که اکنون به میدان مردکا معروف است، مدتی بعد هنگامی که دفاتر حکومتی استعماری در سال ۱۸۹۷ به ساختمان سلطان عبدالصمد منتقل شد به مرکز اداره‌های مدیریتی بریتانیا تبدیل شد.
فرانک سوئیتنهام با گماشته شدن به عنوان مقیم بریتانیا، با پاکسازی خیابان‌ها مبادرت به اصلاح و بهبود چهره شهر کرد. او همچنین در سال ۱۸۸۴ تصریح کرد که ساختمان‌ها باید از آجر و کاشی ساخته شود تا کمتر قابل اشتعال باشد و شهر با خیابان‌های عریض‌تر مورد نوسازی قرار گیرد تا خطر آتش‌سوزی کاهش یاید. کاپیتان یاپ اَ لوی، یک قطعه زمین بزرگ که اکنون به نام بریکفیلدز خوانده می‌شود، از املاک خریداری کرد تا کارخانه تولید آجر را برای نوسازی کوالالامپور راه‌اندازی کند. ساختمانهایی که با آتاپ ساخته شده بود تخریب گشت و ساختمانهای ساخته شده با آجر و کاشی جایگزین آن شد و بسیاری از ساختمان‌های آجری جدید دارای یک پیاده‌رو پنج فوتی و درودگری چینی (Chinese carpentry work) بودند. این امر باعث شد این ناحیه دارای معماری متمایز ترکیبی خانه‌مغازه (shop house) گردد. کاپیتان یاپ اَ لوی راه‌های دسترسی را گسترش داد، معادن قلع را توسط مسیرهای شریانی اصلی جاده آمپانگ، جاده پودو و پتالینگ استریت کنونی به شهر مرتبط کرد. به عنوان کاپیتان چینی، قدرت زیادی در حد رهبران جامعه مالایی در دست داشت. اصلاحات قانون انجام گرفت و مقررات حقوقی جدید به مجمع ارائه شد. یاپ ریاست دادگاه دعاوی کوچک را بر عهده داشت. با شش نفر نیروی پلیس قادر بود حاکمیت قانون را برقرار کند و زندانی بسازد که شصت زندانی را در خود جای می‌داد. یاپ اَ لوی همچنین اولین مدرسه کوالالامپور و یک آسیاب تاپیوکا (tapioca mill) بزرگ در پتالینگ استریت، جایی که سلطان عبدالصمد به آن علاقه داشت، ساخت. ساخت یک خط راه‌آهن میان کوالالامپور و کلانگ توسط سوئیتنهام آغاز شد و در سال ۱۸۸۶ تکمیل گشت. جمعیت از ۴٬۵۰۰ نفر در سال ۱۸۸۴ به ۲۰٬۰۰۰ نفر در سال ۱۸۹۰ افزایش یافت. با روند افزایشی توسعه در دهه ۱۸۸۰، فشار بر بهداشت، دفع زباله و اقدامات سلامتی بیشتر می‌شد. در روز ۱۴ مه ۱۸۹۰، یک هیئت امور بهداشت ایجاد شد که مسئولیت بهداشت، مرمت و نگهداری جاده، روشنایی خیابان و برخی وظایف دیگر را بر عهده داشت. در نهایت در سال ۱۹۴۸، این امور به شورای شهر کوالالامپور تأسیس شده، محول شد. در سال ۱۸۹۶، کوالالامپور به عنوان پایتخت ایالات فدرال مالایا تازه تأسیس، انتخاب گردید.
قرن بیستم_اکنون

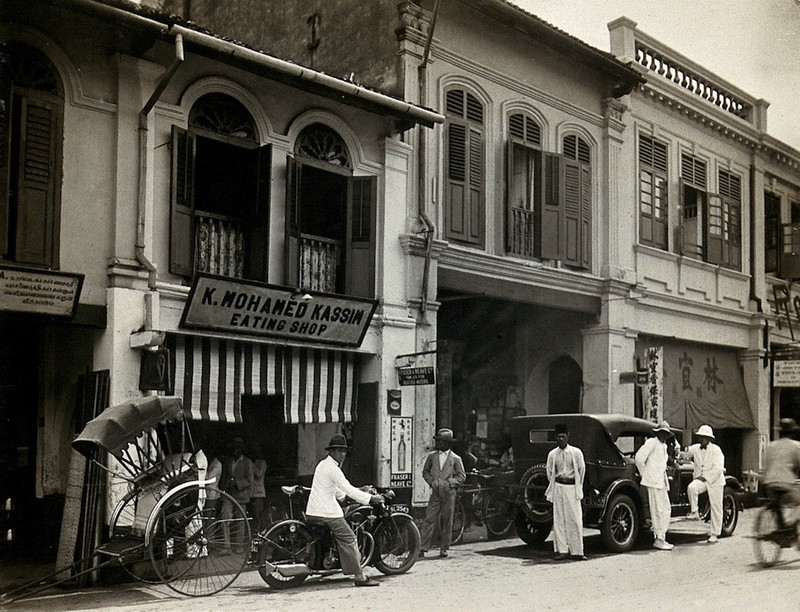
تعدادی خانه‌مغازه در خیابانی در کوالالامپور، حدود ۱۹۱۵–۱۹۲۵

کوالالامپور در قرن بیستم به‌طور قابل ملاحظه‌ای گسترش پیدا کرد. در حالیکه مساحت آن در سال ۱۸۹۵ بالغ بر ۰٫۶۵ کیلومترمربع (۰٫۲۵ مایل‌مربع) بود ولی در سال ۱۹۰۳ به ۲۰ کیلومترمربع (۷٫۷ مایل‌مربع) و در سال ۱۹۲۴ به ۵۲ کیلومترمربع (۲۰ مایل‌مربع) رسید. هنگامی که در سال ۱۹۴۸ به وضعیت شهری تبدیل شد مساحت آن به ۹۳ کیلومترمربع (۳۶ مایل‌مربع) گسترش پیدا کرده بود و در سال ۱۹۷۴، هنگامی که به قلمرو فدرال تبدیل شد مساحت آن ۲۴۳ کیلومترمربع (۹۴ مایل مربع) بود.
توسعه صنعت کائوچو در سلانگور که به خاطر تقاضا در بخش لاستیک وسایل نقلیه در اوایل قرن بیستم تقویت شده بود منجر به رونق گردید و جمعیت کوالالامپور از ۳۰٬۰۰۰ نفر در سال ۱۹۰۰ به ۸۰٬۰۰۰ نفر در سال ۱۹۲۰ افزایش یافت. فعالیت‌های تجاری در کوالالامپور در حد وسیعی توسط تاجران چینی همچون لو یو (Loke Yew)، ثروتمندترین و با نفوذترین فرد چینی در آن زمان در کوالالامپور، انجام می‌گرفت. رشد صنعت کائوچو منجر به ورود وسیع سرمایه خارجی و مزرعه داران بزرگ شد، ضمن اینکه شرکت‌ها و صنایع جدید در کوالالامپور تأسیس گردید و شرکت‌هایی که از قبل در مکان‌های دیگری مستقر بودند در اینجا حضور پیدا کردند.

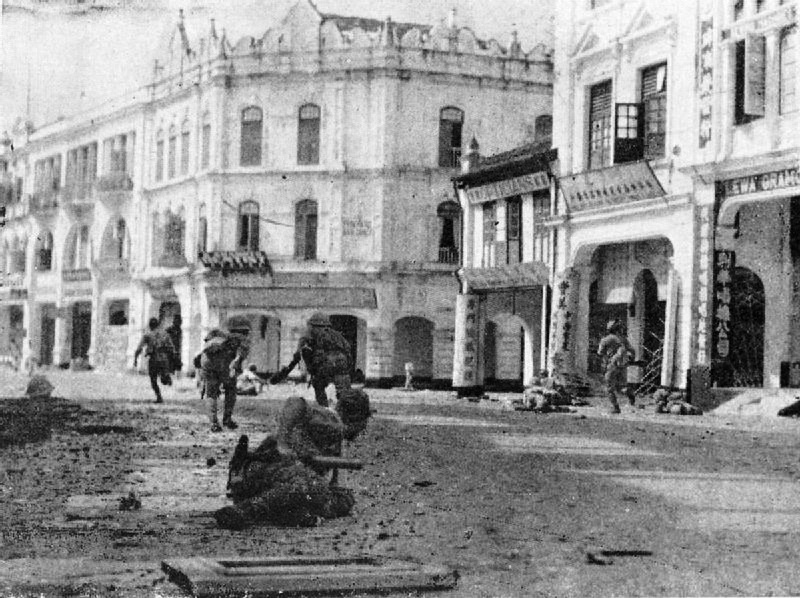
نیروهای ژاپنی در جنگ‌جهانی دوم در حال پیشروی در یکی از خیابان‌های کوالالامپور، دسامبر ۱۹۴۱

در روز ۱۱ ژانویه ۱۹۴۲ طی جنگ جهانی دوم، کوالالامپور به اشغال نیروهای نظامی امپراتوری ژاپن درآمد. هر چند در طی نبرد خسارت اندکی به شهر وارد شد ولی اشغال شهر در زمان جنگ باعث تلفات انسانی قابل توجهی شد و تنها طی چند هفته از اشغال شهر توسط نیروهای ژاپنی، ۵٬۰۰۰ چینی در کوالالامپور کشته شده و هزاران هندی به عنوان بیگاری برای کار در ساخت راه‌آهن برمه فرستاده شدند که بسیاری از آنها در آنجا جان باختند. ژاپنی‌ها تا روز ۱۵ اوت ۱۹۴۵، هنگامی که سیشیرو ایتاگاکی، فرمانده کل ارتش منطقه هفتم در سنگاپور و مالزی، به دنبال بمباران اتمی هیروشیما و ناگاساکی تسلیم ژاپن را به زمامداران بریتانیا اعلام کرد، شهر را در اشغال خود داشتند.

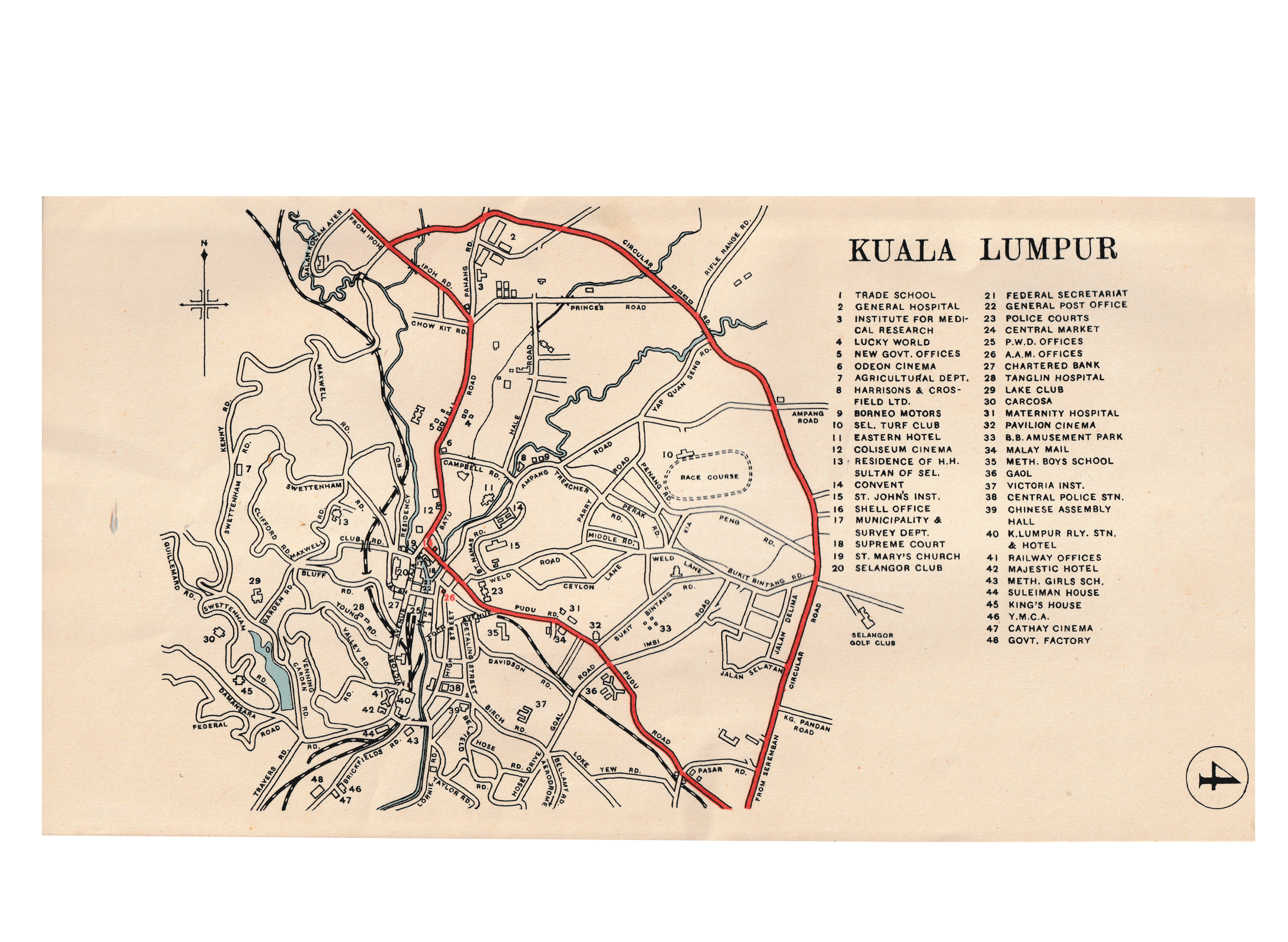
نقشه کوالالامپور در سال ۱۹۵۱

اولین انتخابات شورای شهر کوالالامپور در روز ۱۶ فوریه ۱۹۵۲ برگزار شد. کاندیداهای یک اتحاد خلق‌الساعه (ad hoc)، که بین حزب مالایی آمنو و حزب چینی انجمن چینی‌های مالزی شکل گرفته بود، اکثریت کرسی‌ها را به دست آورد و همین امر منجر به ایجاد حزب اتحاد (Alliance Party) (بعد باریسان ناسیونال) گردید. در روز ۳۱ اوت ۱۹۵۷، فدراسیون‌مالایا استقلال خود را از حکومت بریتانیا کسب کرد. پرچم بریتانیا به پایین کشیده شد و در نیمه شب ۳۰ اوت ۱۹۵۷، برای اولین بار پرچم مالایا در پادانگ برافراشته شد، در صبح روز ۳۱ اوت، در ورزشگاه مردکا مراسم اعلام استقلال توسط اولین نخست‌وزیر مالایا، تونکو عبدالرحمان برگزار شد. کوالالامپور بعد از تاسیس مالزی در روز ۱۶ سپتامبر ۱۹۶۳، همچنان به عنوان پایتخت باقی ماند. جمعیت کوالالامپور از سال ۱۹۶۰ تا ۲۰۱۸ به‌طور قابل ملاحظه‌ای افزایش یافت به نحوی که هر ۱۳ سال دو برابر شد.
کوالالامپور در طول زمان شاهد چند آشوب مدنی بوده است. بدترین آشوب در تاریخ مالزی، در روز ۱۳ مه ۱۹۶۹ هنگامی که آشوب‌های اختلاف نژادی به‌طور ناگهانی در کوالالامپور آغاز شد، اتفاق افتاد. این آشوب که به رخداد ۱۳ مه هم نامیده می‌شود، کشمکش خشونت‌آمیزی بین مردم جامعه مالایی و چینی‌ها را دربر گرفت و دلیل آن نارضایتی مالایی‌ها از وضعیت سیاسی اجتماعی خود در آن دوران بود. طبق آمار رسمی، در این آشوب‌ها ۱۹۶ نفر کشته شدند و منجر به تغییرات عمده در سیاست اقتصادی کشور در جهت بهبود و در اولویت قرار دادن توسعه اقتصاد مالایی نسبت به سایر قومیت‌ها شد.
شهر، قلمرو فدرال، کوالالامپور بزرگ

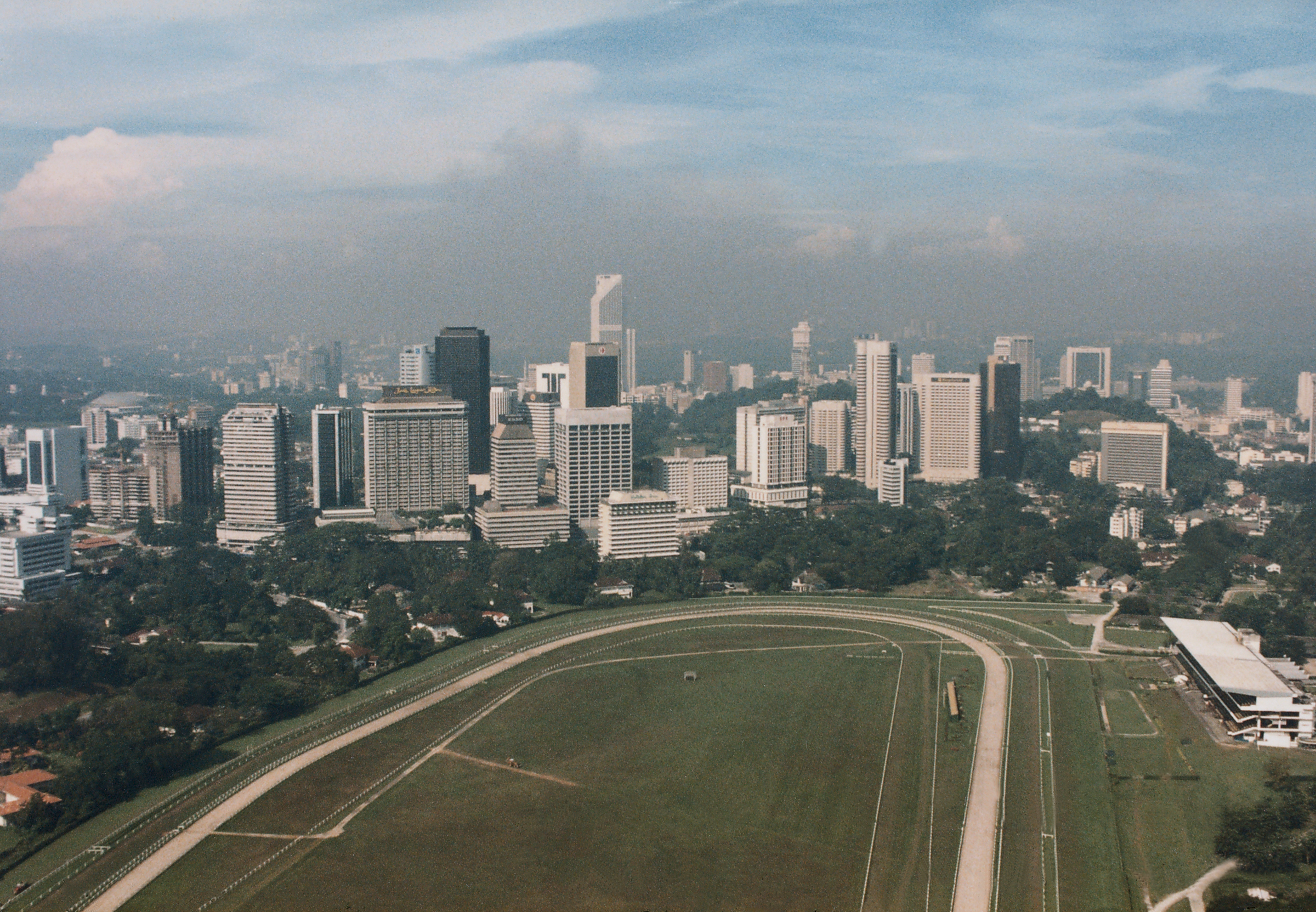
نمای شهر کوالالامپور در دهه ۱۹۸۰ قبل از اینکه کی‌ال‌سی‌سی ساخته شود. برج پتروناس و پارک کی‌ال‌سی‌سی در سال ۱۹۹۸، جایگزین مسیر مسابقه اسبدوانی در پیش‌زمینه تصویر شده‌اند.

کوالالامپور در روز ۱ فوریه ۱۹۷۲ وضعیت شهری را کسب کرد، و اولین کوچگاه در مالزی بود که بعد از استقلال این وضعیت به آن اعطاء گردید. مدتی بعد در روز ۱ فوریه ۱۹۷۴، کوالالامپور به وضعیت قلمرو فدرال تبدیل شد. قلمرو کوالالامپور با افزودن نواحی اطراف به ۹۶ مایل مربع گسترش یافت. سلانگور، کوالالامپور را واگذار کرد تا به صورت مستقیم توسط دولت مالزی اداره شود، و بعد از اینکه شهر شاه عالم در سال ۱۹۷۸ به عنوان مرکز جدید ایالت سلانگور اعلام گردید، کوالالامپور از جایگاه مرکز سلانگور کنار گذاشته شد.
در روز ۱۴ مه ۱۹۹۰، کوالالامپور یکصدمین سالگرد شورای محلی را جشن‌گرفت. پرچم کوالالامپور قلمرو فدرال و سرود آن معرفی شدند. در روز ۱ فوریه ۲۰۰۱، پوتراجایا قلمرو فدرال و نیز مقر دولت فدرال اعلام شد. با این وجود، کوالالامپور همچنان وظایف قانونگذاری را در خود نگه داشت و مکان یانگ دی‌پرتوان آگونگ (پادشاه مشروطه) باقی ماند.

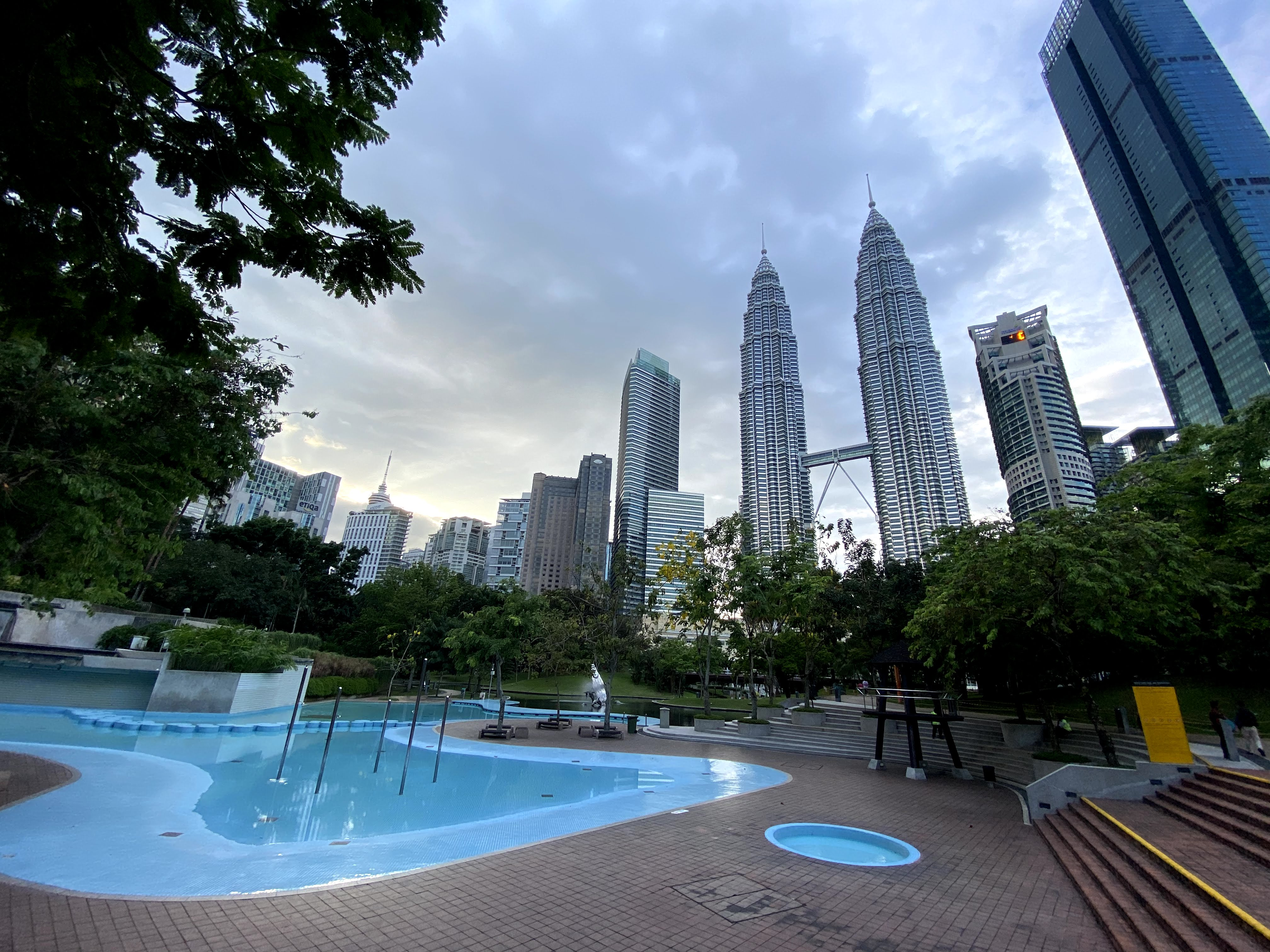
کوالا لامپور سیتی سنتر (کی‌ال‌سی‌سی) در سال ۲۰۲۰

از دهه ۱۹۹۰ به بعد، گسترش‌های عمده شهری در کلانگ والی، ناحیه کلان‌شهر کوالالامپور را گسترده کرد. این ناحیه که به کوالالامپور بزرگ شناخته می‌شود از قلمرو فدرال کوالالامپور به سمت غرب تا پورت کلانگ، از سمت شرق تا حاشیه کوه‌های تی‌تی‌وانگسا و همچنین به سمت شمال و جنوب گسترش پیدا کرد. این ناحیه، شهر و شهرک‌های دیگری که از لحاظ امور اجرایی مجزا هستند همچون کلانگ، شاه عالم، پوتراجایا و برخی دیگر را دربر گرفته است و توسط سیستم حمل و نقل یکپارچه کلانگ والی به آن خدمت رسانی می‌شود. طرح‌های قابل توجهی که در خود کوالالامپور انجام گرفت از جمله کوالا لامپور سیتی سنتر در حوالی جالان آمپانگ و برج‌های دوقلوی پتروناس است که در دورانی بلندترین آسمان‌خراش جهان بود.

## جغرافیا

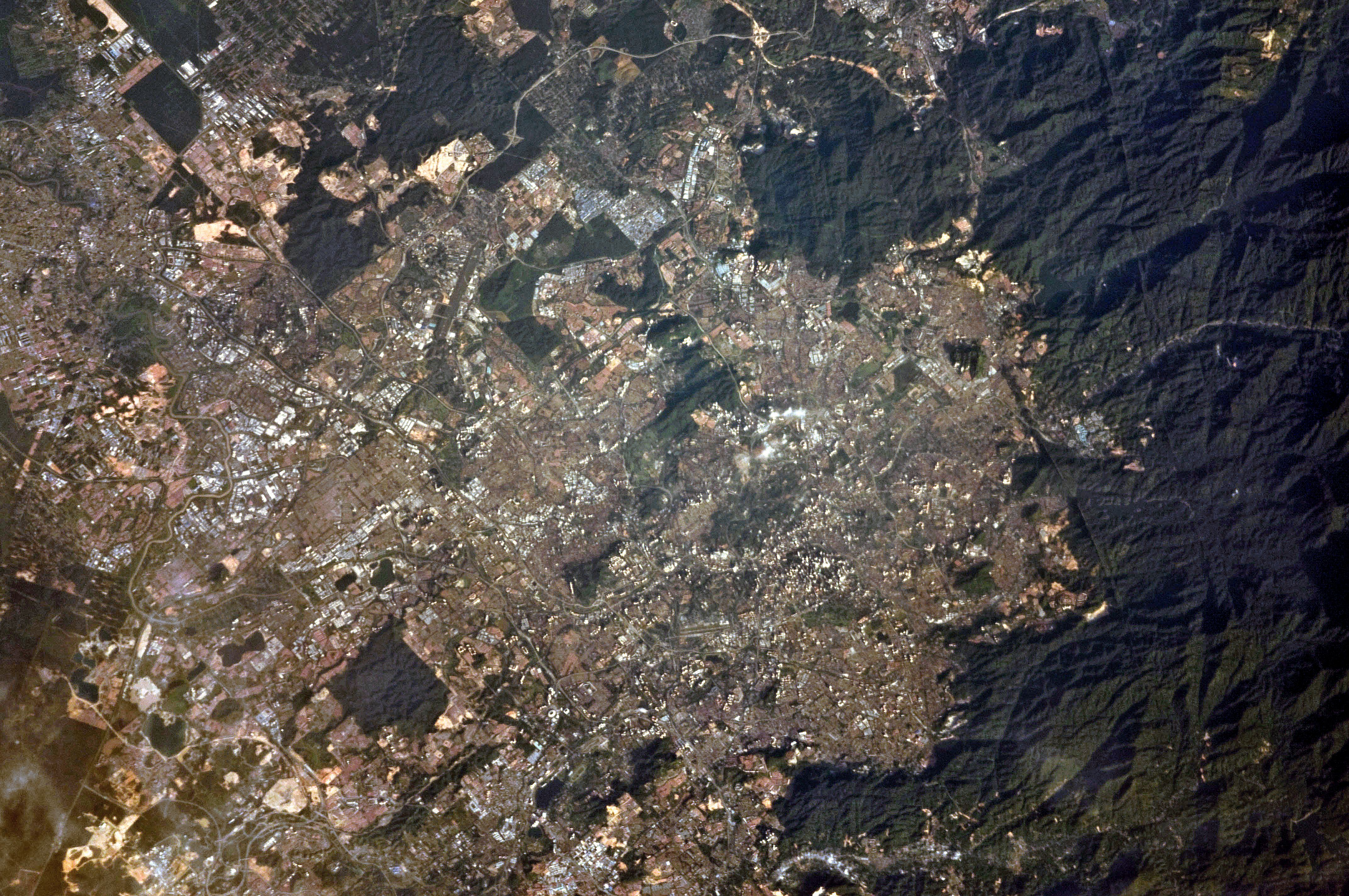
نمای ماهواره‌ای از کلانگ والی یا کوالالامپور بزرگ

جغرافیای کوالالامپور با کلانگ والی (دره کلانگ) بسیار بزرگ مشخص شده است که سرحدات آن کوه‌های تی‌تی‌وانگسا در سمت شرق، تعدادی رشته‌کوه کوچک در سمت شمال و جنوب، و تنگه ملاکا در سمت غرب است. کوالالامپور یک واژه مالایی است که به معنی «دهانه رودخانه گل‌آلود» می‌باشد و در هم‌ریزگاه رودهای کلانگ و گومباک واقع شده است که به رود سلانگور جاری می‌شوند.
کوالالامپور که در مرکز ایالت سلانگور واقع شده بود، جزو قلمرو حکمرانی ایالت سلانگور قرار داشت. در سال ۱۹۷۴، کوالالامپور از ایالت سلانگور منفک شد تا به عنوان اولین قلمرو فدرال تحت حکمرانی مستقیم دولت فدرال مالزی قرار بگیرد. موقعیت آن در توسعه یافته‌ترین ایالت کرانه غربی شبه‌جزیره مالزی که نسبت به کرانه شرقی دارای زمین‌های هموار ممتد وسیعی‌تری است، کمک کرد تا سریعتر از سایر شهرهای مالزی توسعه پیدا کند. مساحت تحت مدیریت شهرداری بالغ بر ۲۴۳ کیلومتر مربع (۹۴ مایل مربع) با میانگین ارتفاع ۸۱٫۹۵ متر (۲۶۸ فوت و ۱۰ اینچ) می‌باشد که مرتفع‌ترین نقطه آن بوکیت ناناس با ۹۴ متر بالاتر از سطح دریا قرار دارد.
اقلیم
کوالالامپور که از سمت شرق توسط کوه‌های تی‌تی‌وانگسا و از سمت غرب توسط جزیره سوماترا محافظت شده است از بادهای قوی در امان است و دارای اقلیم جنگل‌های بارانی حاره‌ای (سامانه طبقه‌بندی اقلیمی کوپن)، داغ، مرطوب و آفتابی به همراه بارندگی فراوان به ویژه در فصل باد موسمی، از ماه اکتبر تا مارس است. تمایل دما بر این است تا ثابت بماند. بیشینه دما ما بین ۳۲ تا ۳۵ درجه سانتی‌گراد (۹۰ تا ۹۵ درجه فارنهایت) و برخی اوقات بالای ۳۸ درجه سانتی‌گراد (۱۰۰٫۴ درجه فارنهایت)، در حالی که کمینه دما ما بین ۲۳٫۴ و ۲۴٫۶ درجه سانتی‌گراد (۷۴٫۱ و ۷۶٫۳ درجه فارنهایت) است و هیچگاه به پایین‌تر از دمای ۱۷٫۸ درجه سانتی‌گراد (۶۴ درجه فارنهایت) نرفته است. به‌طور معمول کوالالامپور سالانه دست‌کم ۲۶۰۰ میلی‌متر (۱۰۰ اینچ) بارش باران دارد، ماه ژوئن تا اوت تا حدودی خشک است ولی حتی در این دوره زمانی بارش باران از ۱۳۱ میلی‌متر (۵٫۲ اینچ) فراتر می‌رود. کوالالامپور به شدت مستعد طوفان تندری و رعد و برق است.

## حاکمیت

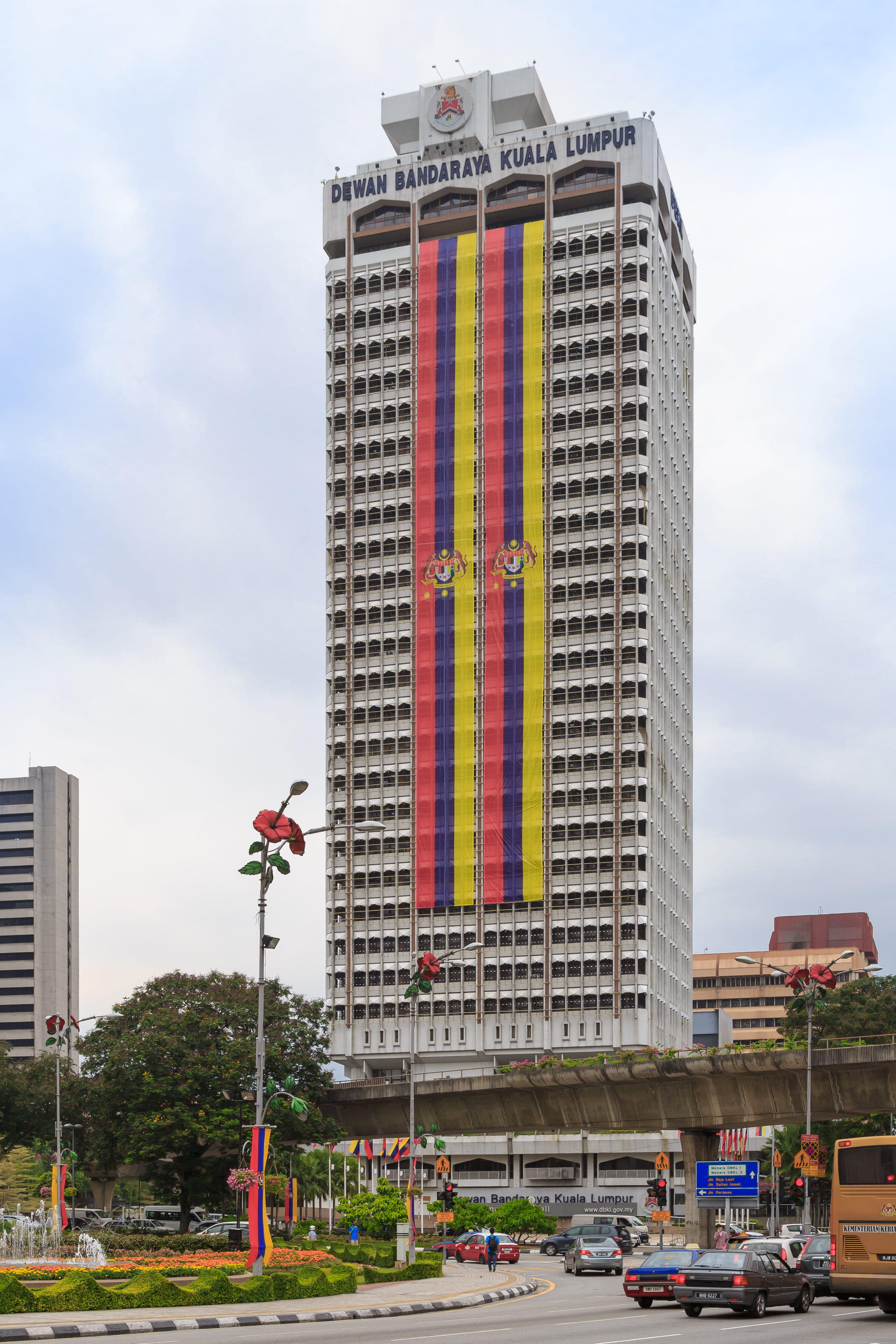
سیتی هال کوالالامپور

کوالالامپور از روز ۱ آوریل ۱۹۶۱ توسط مؤسسه حقوقی انفرادی به نام رئیس مرکز فدرال (Federal Capital Commissioner) مدیریت می‌شد تا اینکه در سال ۱۹۷۲ به وضعیت شهر تبدیل گردید و قدرت اجرایی به لرد شهردار (داتوک بندر) منتقل شد. از آن زمان تا حال حاضر، ۱۴ شهردار منصوب شده‌اند. شهردار کنونی قمرالزمان مت صالح است که از روز ۱۷ آوریل ۲۰۲۳ بر مسند قدرت قرار دارد.

## دیدنی‌ها
- برج‌های دوقلوی پتروناس
- برج کوالالامپور
- میدان استقلال
- مسجد نگارا
- مسجد جامع
- مرکز تجارت جهانی پوترا
- هند کوچک
- موزه هنرهای اسلامی
- موزه ملی
- باغ گیاه‌شناسی پردانا
- باغ پرندگان
- پارک پروانه
- آکواریوم کی‌ال‌سی‌سی
- مسجد جامع
- ساختمان سلطان عبدالصمد
- بنای یادبود ملی
- موزه پلیس سلطنتی مالزی
- پارک کی‌ال‌سی‌سی
- مرکز هنرهای نمایشی کوالالامپور

## اقتصاد

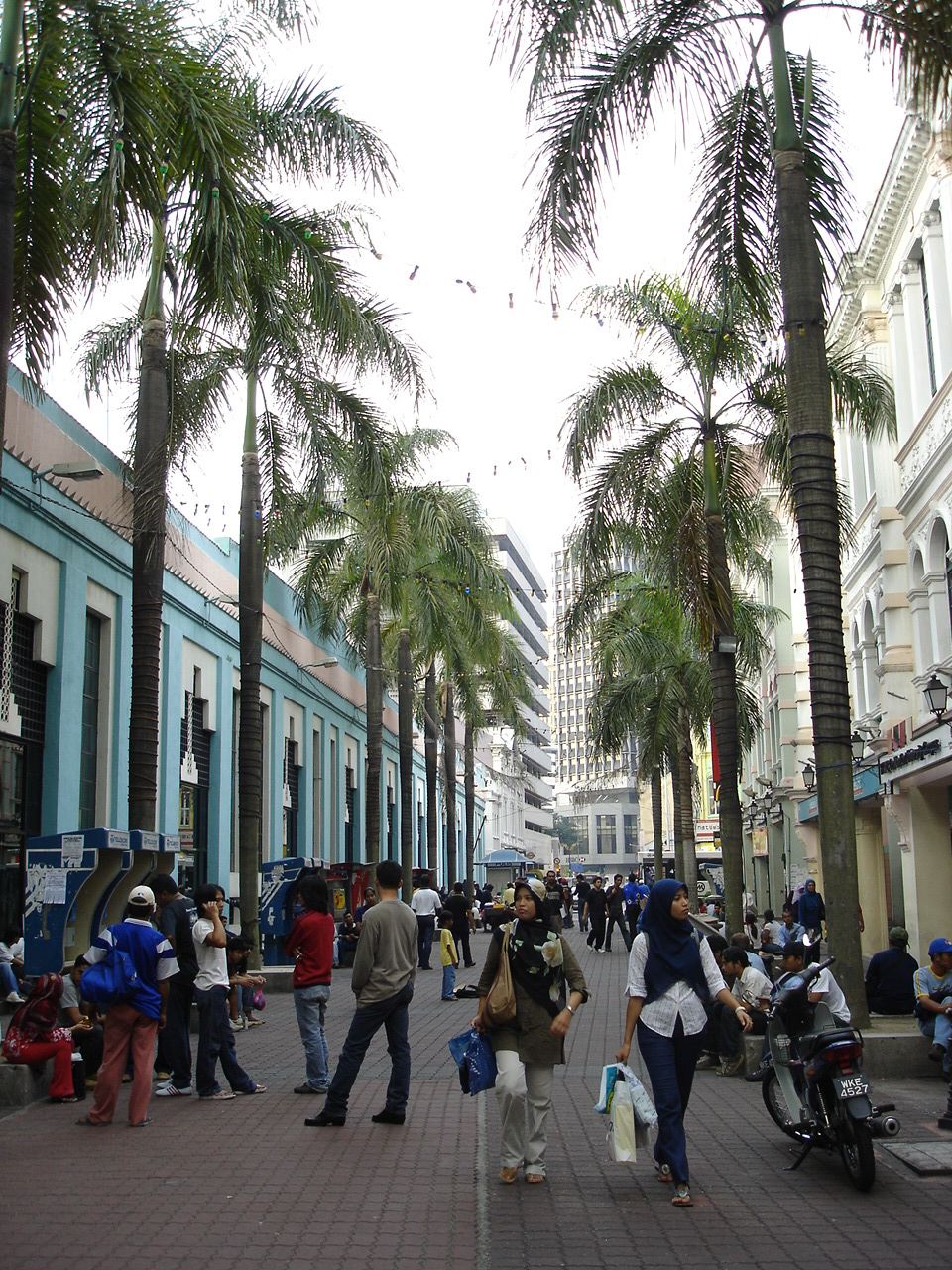
یک پیاده‌راه مرکز خرید در کنار سنترال مارکت

کوالالامپور و نواحی شهری اطراف آن، صنعتی‌ترین و از لحاظ اقتصادی، سریعترین ناحیه در حال رشد در مالزی را شکل داده‌اند. با وجود جابجایی دستگاه حکومت فدرال به پوتراجایا، برخی سازمان‌های دولتی همچون بانک مرکزی مالزی (National Bank of Malaysia)، کمیسیون شرکت‌های مالزی، کمیسیون اوراق‌بهادار و همچنین بیشتر سفارتخانه‌ها و نمایندگی‌های دیپلماتیک در شهر باقی مانده‌اند. کوالالامپور همچنان عنوان قطب اقتصادی و تجارت کشور را در دست دارد. این شهر مرکز امور مالی، بیمه، املاک، رسانه و هنر در مالزی است. بر اساس ارزیابی اندیشکده شبکه تحقیقاتی جهانی شدن و شهرهای جهان، کوالالامپور تنها جهان‌شهر در مالزی است.

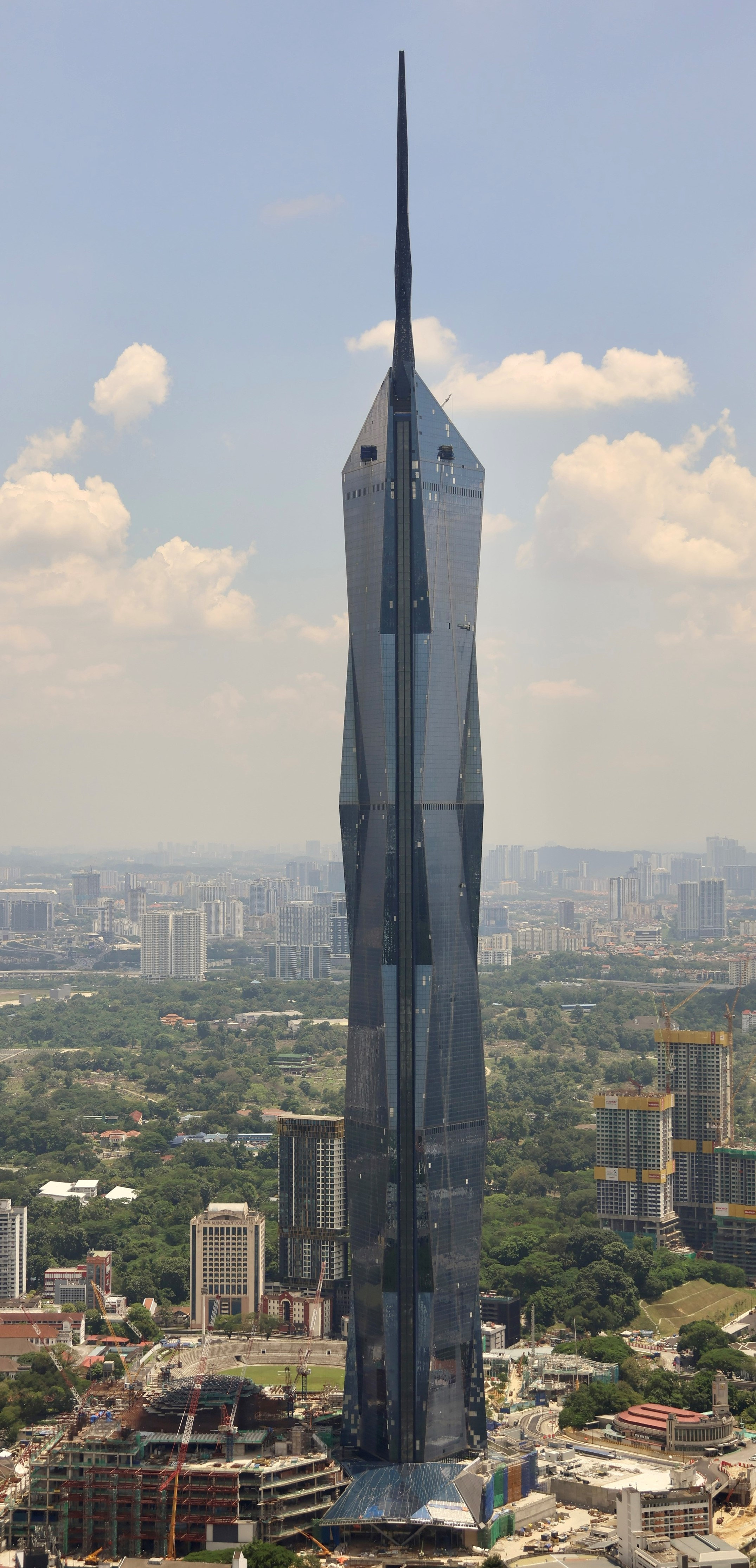
مردیکا ۱۱۸ بلندترین ساختمان در جنوب‌شرق آسیا و همچنین از این لحاظ در جهان، بعد از برج خلیفه رتبه دوم را در اختیار دارد.

بورس مالزی در کوالالامپور قرار دارد و یکی از فعالیت‌های اصلی اقتصادی کشور را شکل داده است. در روز ۵ ژوئیه ۲۰۱۳، مقدار بازار سرمایه آن بالغ بر ۵۰۵٫۶۷ میلیارد دلار آمریکا بود. تولید ناخالص داخلی (GDP) برای کوالالامپور در سال ۲۰۰۸ مقدار ۷۳٬۵۳۶ میلیون رینگیت مالزی با میانگین نرخ رشد سالانه ۵٫۹ درصد برآورد شده بود. در سال ۲۰۱۵، تولید ناخالص داخلی به ۱۶۰٬۳۸۸ میلیون رینگیت مالزی رسید که ۱۵٫۱ درصد از مجموع تولید ناخالص داخلی مالزی را تشکیل داد. در سال ۲۰۱۳، تولید ناخالص داخلی سرانه کوالالامپور ۷۹٬۷۵۲ رینگیت مالزی با میانگین نرخ رشد سالانه ۵٫۶ درصد، و در سال ۲۰۱۵ بالغ بر ۹۴٬۷۲۲ رینگیت مالزی بود. متوسط درآمد ماهانه خانوار در سال ۲۰۱۶ بالغ بر ۹٬۰۷۳ رینگیت مالزی (در حدود ۲٬۲۰۰ دلار آمریکا) با رشد سالانه حدود ۶ درصد بود. بخش خدمات در بر گیرنده امور مالی، بیمه، املاک، خدمات تجاری، کاسبی عمده و خرده فروشی، رستوران و هتل، حمل و نقل، انبارداری و ارتباطات، خدمات رفاهی، خدمت‌رسانی به افراد و خدمات دولتی بیشترین اجزاء اشتغال را تشکیل داده که ۸۳ درصد از کل اشتغال را باز نمود می‌کنند. ۱۷ درصد باقی مربوط به بخش تولید و ساخت و ساز است.

## جمعیت‌شناسی
| قومیت‌ها در کوالالامپور – سرشماری ۲۰۲۰                                                | قومیت‌ها در کوالالامپور – سرشماری ۲۰۲۰ | قومیت‌ها در کوالالامپور – سرشماری ۲۰۲۰ | قومیت‌ها در کوالالامپور – سرشماری ۲۰۲۰ | قومیت‌ها در کوالالامپور – سرشماری ۲۰۲۰ |
| ------------------------------------------------------------------------------------ | ------------------------------------- | ------------------------------------- | ------------------------------------- | ------------------------------------- |
| گروه قومی                                                                            | گروه قومی                             |                                       | درصد                                  | درصد                                  |
| بومی‌پوترا                                                                            | بومی‌پوترا                             |                                       | ۴۷٫۷٪                                 | ۴۷٫۷٪                                 |
| چینی‌ها                                                                               | چینی‌ها                                |                                       | ۴۱٫۶٪                                 | ۴۱٫۶٪                                 |
| هندی‌ها                                                                               | هندی‌ها                                |                                       | ۱۰٫۰٪                                 | ۱۰٫۰٪                                 |
| سایر                                                                                 | سایر                                  |                                       | ۰٫۷٪                                  | ۰٫۷٪                                  |
| جمعیت بر حسب درصد به جز تبعه خارجی که ۱۰٫۵ درصد از جمعیت کوالالامپور را تشکیل می‌دهند |                                       |                                       |                                       |                                       |

کوالالامپور در سال ۲۰۲۴ با جمعیتی بالغ بر ۲٫۰۷۶ میلیون نفر در محدوده شهری، پرجمعیت‌ترین شهر مالزی است. این شهر دارای تراکم جمعیتی ۸٬۱۵۷ سکنه در هر کیلومتر مربع (۲۱٬۱۳۰ سکنه در مایل مربع) بوده و پرجمعیت‌ترین منطقه اداری در مالزی است.
مردم عادی ناهمگون کوالالامپور شامل سه گروه قومی اصلی کشور است: مالایی‌ها، چینی‌ها و هندی‌ها، هر چند شهر همچنین ترکیب مختلفی از فرهنگ‌ها از جمله اورآسیایی‌ها، کادازان (Kadazans)، ایبان و سایر نژادهای قومی سرتاسر مالزی را در خود دارد.
جمعیت‌شناسی در گذر تاریخ
از لحاظ تاریخی، کوالالامپور عمدتاً شهری چینی بود، اگر چه این اواخر ترکیب بومی‌پوترا به طرز قابل توجهی رشد کرد و آنها اکنون گروه غالب هستند. کوالالامپور در سال ۱۸۷۲ در مجاورت رود کلانگ توسط فرانک سوئیتنهام به عنوان دهکده تماماً چینی توصیف شده است، اگر چه در آن زمان یک محوطه مالایی با حصار چوبی از مدتها قبل در بوکیت ناناس وجود داشت. در سال ۱۸۷۵، به دنبال مداخله مالایی‌های پاهانگ در جنگ داخلی سلانگور که منجر به خاتمه این جنگ گردید، سوئیتنهام در نقشه‌ای که ترسیم کرده بود اقامتگاه‌های مالایی را در نزدیکی ناحیه چینی نشان داده بود. گفته شده بود که در این دوره زمانی، ۱۰۰۰ چینی و ۷۰۰ مالایی در شهر بودند. بسیاری از مالایی‌ها ممکن است بعد از جنگ در کوالالامپور ساکن شده باشند. جمعیت کوالالامپور در سال ۱۸۸۰، هنگامی که مرکز سلانگور گردیده بود به حدود ۳۰۰۰ نفر افزایش یافته بود. بخش قابل توجهی از جمعیت مالایی کوالالامپور در این دوره، شامل مالایی‌هایی بود که بیشتر از روستاهای ملاکا، جهت جذب در ایجاد نیروی پلیس ۲–۳۰۰ نفره توسط بریتانیا، به اینجا آمده بودند و بسیاری از آنها خانواده خود را هم آورده بودند. بسیاری از مالایی‌ها در اصل از سایر جزایر مجمع‌الجزایر مالایی یعنی سوماترا و جاوه بودند. ماندایلینگی‌ها،  مینانگ‌کابائوئی‌ها، جاوه‌ای‌ها و بوگیسی‌ها در قرن نوزدهم وارد کوالالامپور شدند، در حالی که آچه‌ای‌ها در اواخر قرن بیستم وارد شدند. در دهه‌های بعد که بازسازی شهر انجام گرفت، جمعیت شهر با ورود تعداد زیادی از مهاجران به‌طور قابل ملاحظه‌ای رشد کرد که بخش بزرگی از آن به خاطر ساخت راه‌آهن کوالالامپور به کلانگ در سال ۱۸۸۶ بود.
زبان و دین
| دین در کوالالامپور – سرشماری ۲۰۲۰ | دین در کوالالامپور – سرشماری ۲۰۲۰ | دین در کوالالامپور – سرشماری ۲۰۲۰ | دین در کوالالامپور – سرشماری ۲۰۲۰ | دین در کوالالامپور – سرشماری ۲۰۲۰ |
| --------------------------------- | --------------------------------- | --------------------------------- | --------------------------------- | --------------------------------- |
| دین                               | دین                               |                                   | درصد                              | درصد                              |
| اسلام                             | اسلام                             |                                   | ۴۵٫۳٪                             | ۴۵٫۳٪                             |
| بودیسم                            | بودیسم                            |                                   | ۳۲٫۳٪                             | ۳۲٫۳٪                             |
| هندوئیسم                          | هندوئیسم                          |                                   | ۸٫۲٪                              | ۸٫۲٪                              |
| مسیحیت                            | مسیحیت                            |                                   | ۶٫۴٪                              | ۶٫۴٪                              |
| سایر                              | سایر                              |                                   | ۱٫۸٪                              | ۱٫۸٪                              |
| بی‌دین                             | بی‌دین                             |                                   | ۶٫۰٪                              | ۶٫۰٪                              |

کوالالامپور دارای تکثر و تنوع مذهبی است. شهر دارای عبادتگاه‌های زیادی است که پذیرای جمعیت چند مذهبی است. عبادت‌های اسلامی بیشتر توسط مالایی‌ها، جوامع مسلمان هندو و تعداد کمی از مسلمانان چینی انجام می‌پذیرد. اعمال مذهبی بودیسم، آیین کنفسیوس و تائوئیسم عمدتاً در بین چینی‌ها انجام می‌گیرد. هندی‌ها طبق معمول به هندوئیسم پایبند هستند. برخی از هندی‌ها و چینی‌ها آیین مسیحیت را پذیرفته‌اند. کوالالامپور یکی از سه منطقه حکومتی است که کمتر از ۵۰ درصد آن مسلمانان خود-شناسی (self-identified) هستند، دو منطقه دیگر پنانگ و ساراواک می‌باشند. طبق سرشماری سال ۲۰۲۰، جمعیت کوالالامپور را ۴۵٫۳ درصد مسلمان، ۳۲٫۳ درصد بودیسم، ۸٫۲ درصد هندو، ۶٫۴ درصد مسیحی، ۱٫۸ درصد سایر مذاهب و ۶ درصد بی‌دین تشکیل می‌داد.

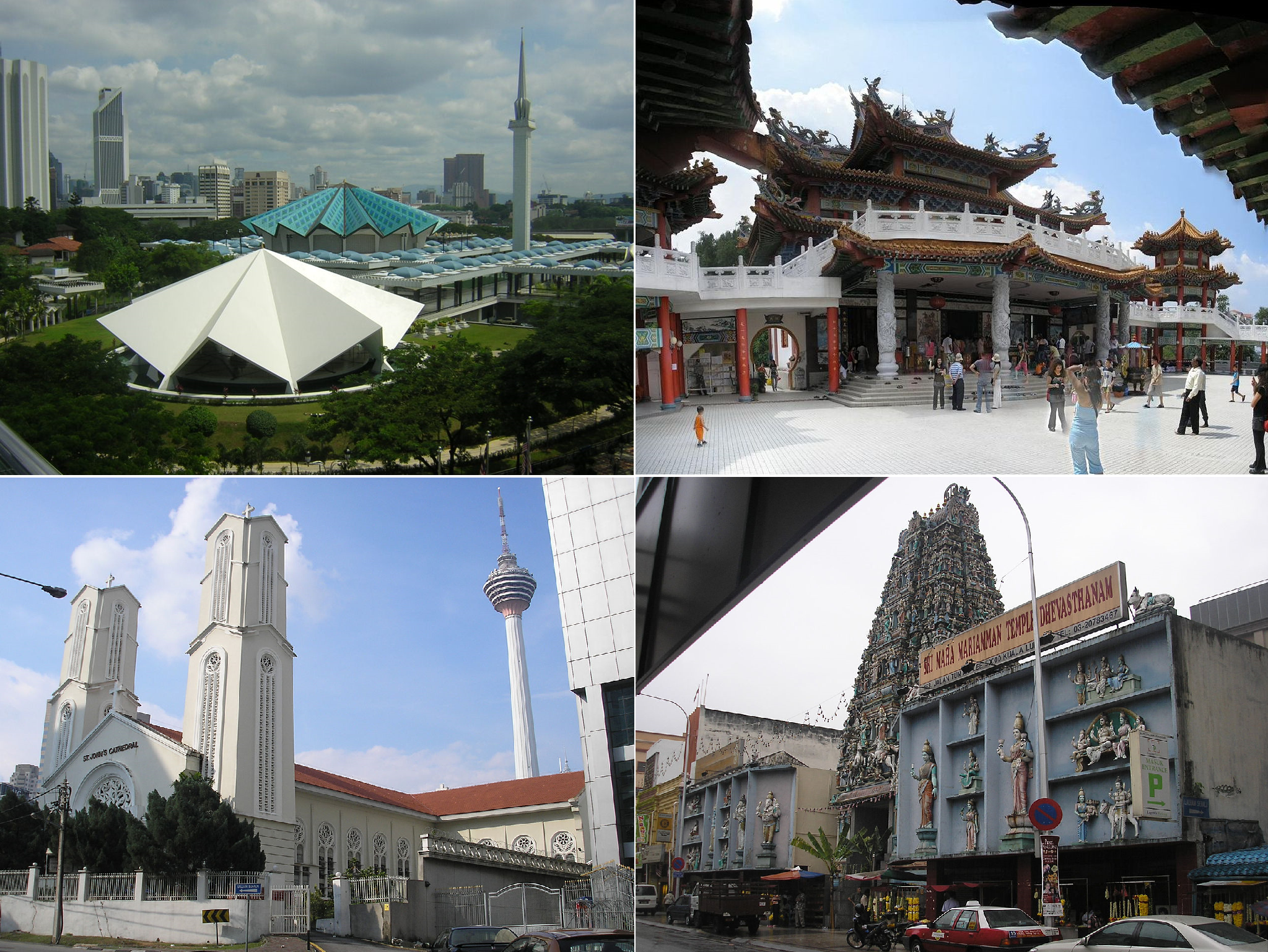
در جهت عقربه ساعت از بالا سمت چپ: مسجد نگارا، معبد تین هو، معبد سری ماهاماریامان، کلیسای سنت جان

آمار سرشماری سال ۲۰۱۰ بیانگر این بود که جمعیت چینی‌ها را اکثریت بودایی با ۸۷٫۴ درصد، اقلیت قابل توجهی (۷٫۹ درصد) مسیحی، پیروان دین‌های سنتی چینی (۲٫۷ درصد) و مسلمانان (۰٫۶ درصد) تشکیل می‌دهند. اکثریت جمعیت هندی‌ها با ۸۱٫۱ درصد متعلق به هندو، اقلیت قابل توجه مسیحی (۷٫۸ درصد)، مسلمانان (۴٫۹ درصد) و بودایی‌ها (۲٫۱ درصد) هستند. جمعیت گروه بومی‌پوترا غیر مالایی را اکثریت پیروان مسیحی با ۴۴٫۹ درصد، اقلیت در خور توجه مسلمانان با ۳۱٫۲ درصد و بودایی‌ها (۱۳٫۵ درصد) تشکیل می‌دهند. به خاطر معیار تعریف مالایی در قانون اساسی مالزی مبنی بر اینکه بومی‌پوتراهای مالایی باید پایبند به اسلام باشند، تمام آنها مسلمان هستند.
زبان اصلی در کوالالامپور، مالایی مالزیایی است. ساکنان کوالالامپور به‌طور کلی قادر به خواندن و نوشتن به زبان انگلیسی هستند، وفق اینکه بخش بزرگی از جمعیت کوالالامپور، به ویژه نسل جوانتر و برخی بزرگسالان، زبان انگلیسی را به عنوان زبان اول خود پذیرفته‌اند. زبان انگلیسی مالزیایی در حد گسترده مورد استفاده قرار می‌گیرد. این زبان به ویژه در بخش تجارت حضور پر رنگی دارد و در مدارس به عنوان زبان اجباری آموزش داده می‌شود.
علاوه بر این، دسته گویش کانتونی در بین جمعیت محلی چینی بیشترین گویشی است که از آن برای صحبت کردن استفاده می‌شود، گویش‌های  هاکین و ماندارین چشمگیر می‌باشند زیرا این گویش‌ها در حد وسیعی در بین جوامع چینی برای گفتگو استفاده می‌گردد. یکی دیگر از گویش‌های اصلی برای صحبت کردن، هاکا است.
در حالی که زبان تامیلی زبان غالب در بین جامعه هندی‌ها است سایر زبان‌های هندی که جمعیت کمتری از آنها برای صحبت کردن استفاده می‌کنند زبان‌های تلوگو، مالایالم، پنجابی و هندی است.

## منظره شهری
معماری
معماری در شهر کوالالامپور ترکیبی از تأثیرات استعمار قدیم، سنت‌های آسیایی، الهام‌های اسلامی مالایی، معماری مدرن و پست‌مدرن است. در کوالالامپور که نسبت به سایر پایتخت‌ها در جنوب شرق آسیا همچون بانکوک، جاکارتا و مانیل شهری نسبتاً جوان است، ساختمان‌های شاخص دوره استعمار در اواخر قرن نوزدهم و اوایل قرن بیستم ساخته شدند. این ساختمان‌ها بر اساس سبک‌های مغولی/احیای موریش، ماک تودور، نو گوتیک، سبک یا معماری یونانی-اسپانیایی طراحی شده‌اند. بیشتر طراحی بناها در جهت کاربرد منابع محلی و سازگاری با اقلیم محلی که در تمام طول سال دارای آب و هوایی گرم و رطوبتی است اصلاح یافت. یک معمار برجسته از دوره اولیه آرتور بنیسن هاب‌بک (Arthur Benison Hubback) است که برخی از ساختمان‌های دوره استعمار از جمله ایستگاه راه‌آهن کوالالامپور و مسجد جامک را طراحی کرد.
قبل از جنگ جهانی دوم، تعداد زیادی خانه‌مغازه که به طور معمول دو طبقه بودند، طبقه همکف کاربرد مغازه داشت و فضای مسکونی مجزا در طبقه بالا قرار داشت، در اطراف مرکز قدیمی شهر ساخته شده بود. این خانه-مغازه‌ها الهام گرفته از سنت‌های چینی تنگه (Straits Chinese) و اروپایی بود.

## آموزش
طبق آمار دولتی، نرخ باسوادی در کوالالامپور در سال ۲۰۰۰ برابر با ۹۷٫۵ درصد بود که بالاترین میزان باسوادی در بین ایالت‌ها یا قلمروهای فدرال در مالزی بود. در مالزی زبان مالایی، زبان دستورالعمل برای بیشتر موضوعات است در صورتیکه زبان انگلیسی یک مبحث اجباری است ولی تا سال ۲۰۱۲، در برخی مدارس زبان انگلیسی هنوز زبان دستورالعمل برای ریاضیات و علوم طبیعی بود. بعضی از مدارس برای برخی موضوع‌های مشخص، زبان تامیل و ماندارین را به عنوان زبان دستورالعمل در نظر گرفته بودند.
کوالالامپور دارای ۱۴ انستیتو آموزش عالی، ۷۹ دبیرستان، ۱۵۵ دبستان و ۱۳۶ کودکستان است.

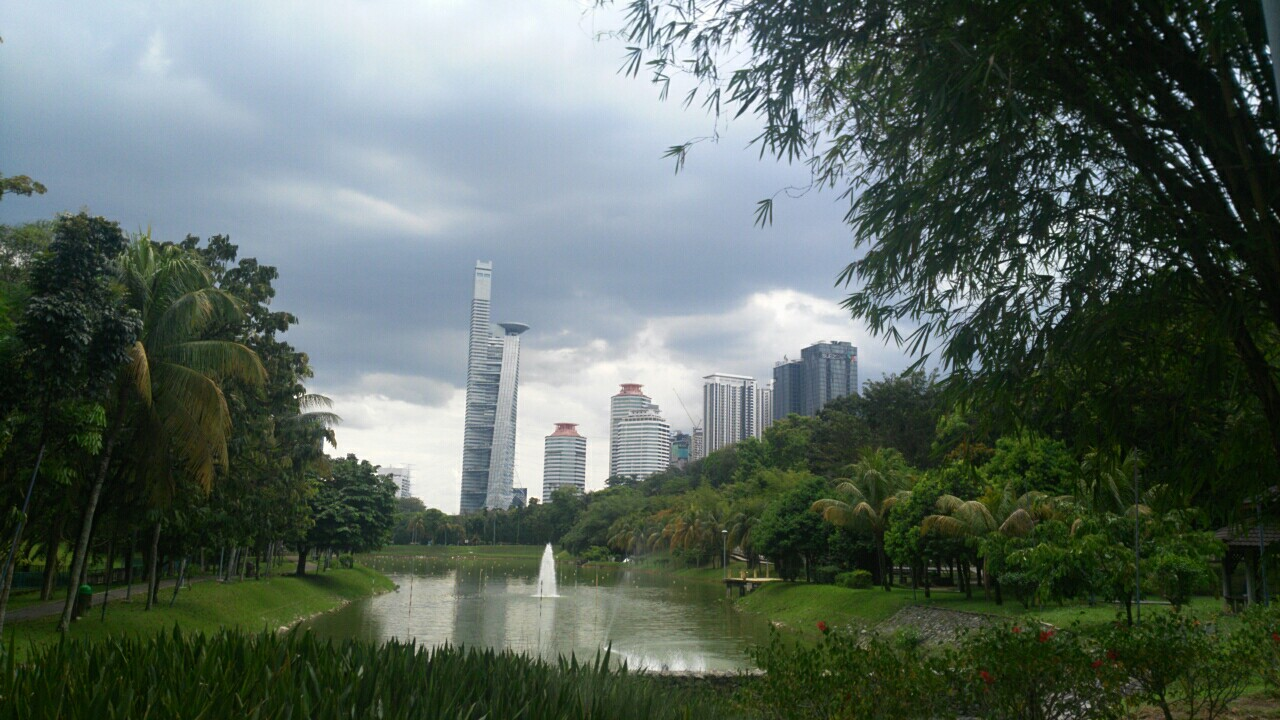
نمای شهری از دانشگاه مالایا.

دانشگاه مالایا در کوالالامپور واقع شده است. این دانشگاه که در سال ۱۹۴۹ تأسیس گردید، قدیمی‌ترین دانشگاه در مالزی و یکی از قدیمی‌ترین دانشگاه‌ها در منطقه است. این دانشگاه رتبه بهترین دانشگاه مالزی، رتبه ۲۲ در آسیا و رتبه سوم در جنوب شرق آسیا را در رتبه‌بندی دانشگاه‌های جهان کیواس ۲۰۱۹ کسب کرد. در سالهای اخیر تعداد دانشجویان بین‌المللی در دانشگاه مالایا، به خاطر افزایش تلاش‌های صورت گرفته برای جذب آنها، سیر صعودی داشته است. سایر دانشگاه‌های واقع شده در کوالالامپور، دانشگاه تونکو عبدالرحمان، دانشگاه مالایا-ولز، دانشگاه بین‌المللی اسلامی مالزی، دانشگاه مدیریت و فناوری تونکو عبدالرحمان، دانشگاه UCSI، کالج تیلورز، دانشگاه بین‌المللی پزشکی کوالالامپور، دانشگاه آزاد مالزی، دانشگاه کوالالامپور، دانشگاه پردانا، دانشگاه آزاد واواسان، دانشگاه HELP و شعبه پردیس دانشگاه ملی مالزی و دانشگاه فناوری مالزی هستند. دانشگاه دفاع ملی مالزی در پایگاه ارتش سونگای بسی در بخش جنوبی مرکز کوالالامپور واقع شده است. این دانشگاه به عنوان مرکز اصلی مطالعات فناوری نظامی و دفاعی ایجاد شد. این مؤسسه مطالعات امور نیروی زمینی، نیروی دریایی و نیروی هوایی را دربر گرفته است.

## فرهنگ
هنر

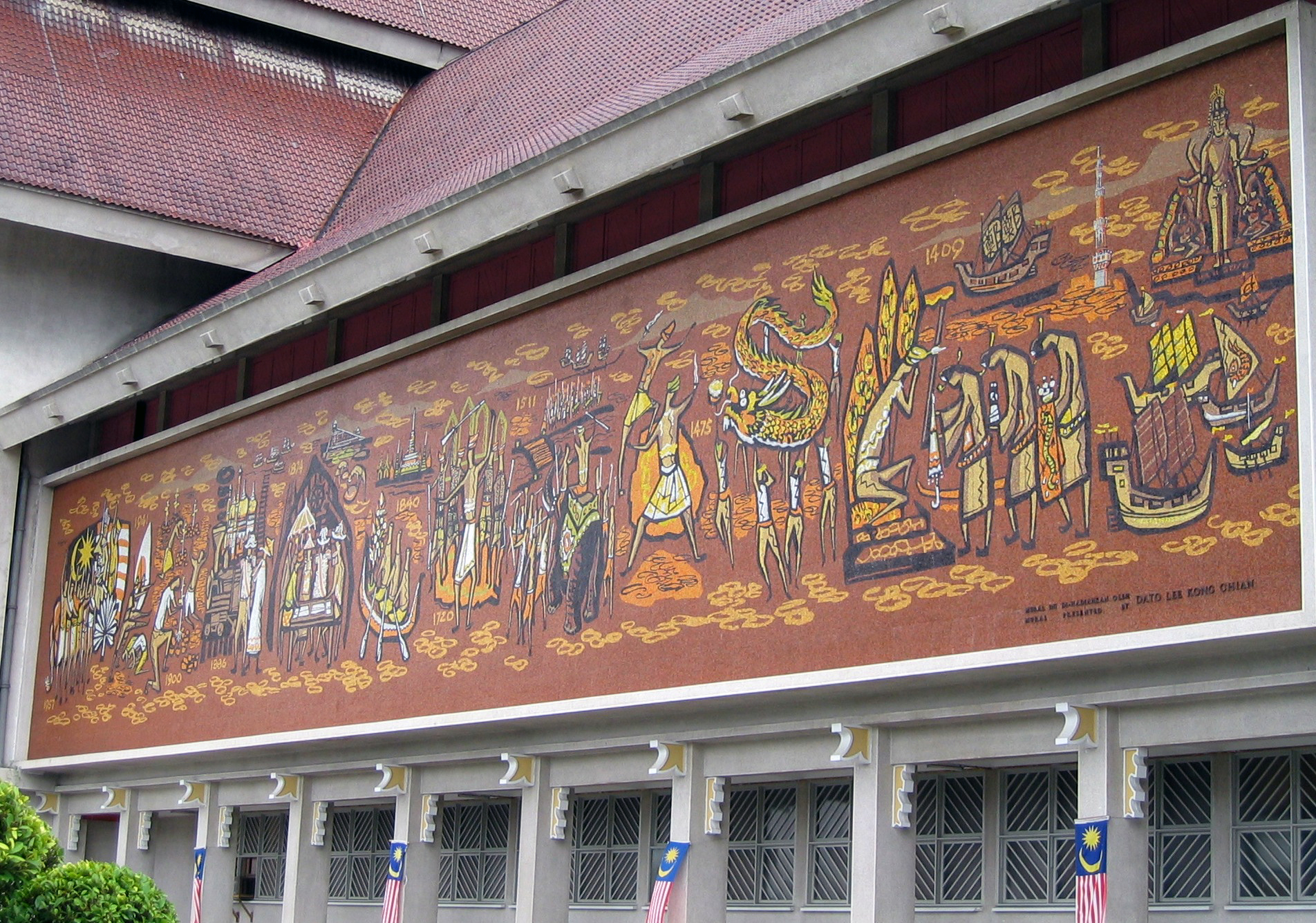
موزه ملی.

کوالالامپور قطب مرکزی فعالیت‌ها و رویدادهای فرهنگی در مالزی است. از جمله این مراکز، موزه ملی می‌باشد که در امتداد بزرگراه ماهامرو واقع شده است. این موزه شامل اشیاء و آثار هنری دست‌ساخته و تابلوهای نقاشی است که از سراسر کشور جمع‌آوری گردیده است. موزه هنرهای اسلامی مالزی که منزلگاه بیش از هفت هزار دست‌ساخته اسلامی شامل آثار نمایشی کمیاب و کتابخانه کتاب‌های هنر اسلامی است، بزرگ‌ترین مجموعه هنرهای اسلامی در منطقه جنوب‌شرق آسیا می‌باشد. مجموعه موزه نه تنها بر آثاری از منطقه خاورمیانه متمرکز است بلکه همچنین شامل آثاری از مناطق دیگر آسیا همچون چین و جنوب‌شرق آسیا می‌باشد.
ورزش و تفریح

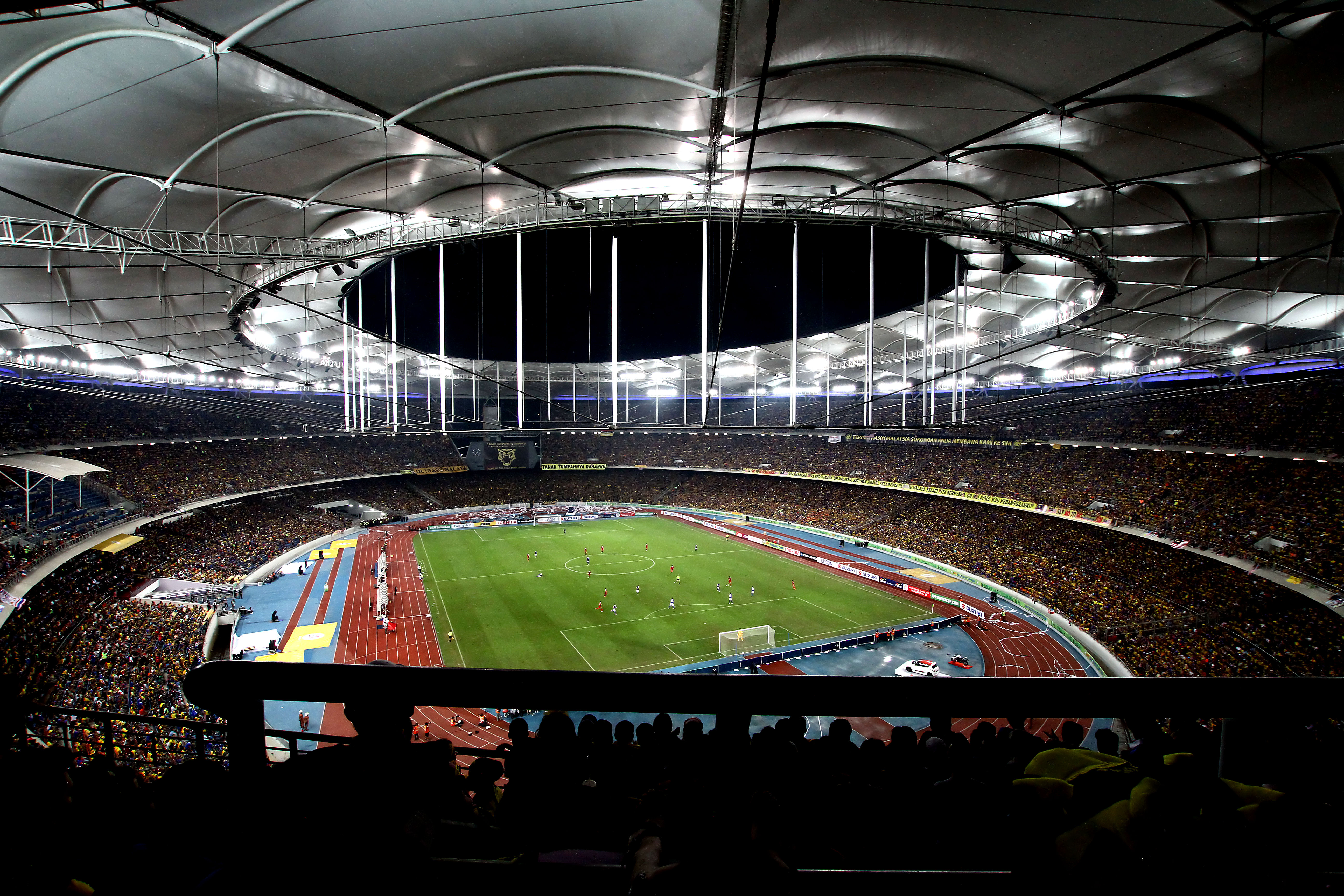
ورزشگاه ملی بوکیت جلیل یک ورزشگاه چندمنظوره است که در ماه ژانویه ۱۹۹۵ ساخته شد.

کوالالامپور دارای پارک، بوستان و محوطه‌های روباز متعددی برای تفریح و گردش است. مجموع محوطه‌های روباز به منظور استفاده برای ورزش و تفریح در شهر، با مقدار چشمگیری بالغ بر ۱۶۹٫۶ درصد، از ۵٫۸۶ کیلومتر مربع (۱٬۴۵۰ هکتار) در سال ۱۹۸۴ به ۱۵٫۸ کیلومتر مربع (۳٬۹۰۰ هکتار) در سال ۲۰۰۰ افزایش پیدا کرد.

## ترابری
همچون بیشتر شهرهای آسیایی، رانندگی انتخاب اول تردد در کوالالامپور است. هر بخش از شهر به‌خوبی با بزرگراه‌ها متصل شده‌است. کوالالامپور دارای شبکه جاده‌ای جامعی است که برای توسعه بیشتر ترابری طراحی شده‌است. ترابری عمومی، روش‌های ترابری متنوعی همچون اتوبوس، ترابری ریلی و تاکسی را پوشش می‌دهد. باوجود تلاش‌های صورت گرفته در ترویج استفاده از ترابری عمومی، نرخ بهره‌برداری کم است به‌طوری‌که در سال ۲۰۰۶ تنها ۱۶ درصد از جمعیت از این امر بهره بردند.
- فرودگاه بین‌المللی کوالا لامپور

## پیوندها
- وبگاه رسمی کوالا لامپور
- گردشگری مالزی
- راهنمای شهری کوالا لامپور
- شهرداری کوالا لامپور
- نقشه‌های کوالا لامپور